# Melgar de Abajo (kommunhuvudort)
Melgar de Abajo är en kommunhuvudort i Spanien.   Den ligger i provinsen Provincia de Valladolid och regionen Kastilien och Leon, i den norra delen av landet, 230 km nordväst om huvudstaden Madrid. Melgar de Abajo ligger 805 meter över havet och antalet invånare är 166.
Terrängen runt Melgar de Abajo är huvudsakligen platt. Melgar de Abajo ligger uppe på en höjd. Runt Melgar de Abajo är det glesbefolkat, med 11 invånare per kvadratkilometer. Närmaste större samhälle är Mayorga, 13,1 km sydväst om Melgar de Abajo. Trakten runt Melgar de Abajo består till största delen av jordbruksmark.